# О чём молчала тайга
«О чём молчала тайга» — советский приключенческий фильм 1965 года, снятый режиссёром Александром Курочкиным на Центральной киностудии детских и юношеских фильмов им. М. Горького.
Фильм вышел на экраны 24 апреля 1966 года в Москве, во всесоюзный прокат — 5 мая 1966 года. Фильм посмотрели 12 млн зрителей.

## Сюжет
Три школьника — Яшка, Оська и Алёша, отправляются на поиски сокровищ в тайгу. Во время своего приключения они сталкиваются с различными опасностями, но несмотря на все трудности, они не отступают. Под конец они находят медный рудник, где обнаруживают золото, но им приходится столкнуться с недобросовестным золотоискателем, который преследовал их во время их поисков. Однако их подвигу не суждено остаться незамеченным, и учитывая их смелость и находчивость, им удаётся преодолеть все препятствия на своём пути.

## В ролях
- Серёжа Наплавков — Яшка
- Юра Бобков — Оська
- Мурат Ахмадиев — Алёша
- Люда Алпатова — Крестя
- Марина Хатунцева — Орлова
- Георгий Жжёнов — Григорий Аникин
- Аркадий Трусов — дед Макар
- Лев Поляков — отец Николай
- Клавдия Козлёнкова — мать Яшки
- Гавриил Котожеков — охотник
- Витя Севрюгин — Леня Шпунт
- Серёжа Стельмах — Петя Феклин

В эпизодах:
- Саша Алёшин
- Витя Балябин
- Витя Война
- Маргарита Жарова
- Анатолий Игнатьев — Павел
- Лидия Королёва — торговка
- Володя Курочкин
- Тамара Лобанова
- Лидия Рюмина
- Пётр Савин — директор школы
- Ира Сорокина
- Ира Тарасова
- Валя Фетисов
- Галя Чубаркина

## Съёмочная группа
- Автор сценария: Игнатий Пономарев
- Режиссёр-постановщик: Александр Курочкин
- Операторы: Юрий Малиновский, Андрей Масленников
- Художник: Пётр Слабинский
- Режиссёр: П. Сыров
- Второй оператор: Марина Царькова
- Монтажёр: Г. Садовникова
- Гримёр: Наум Маркзицер
- Художник по костюмам: Екатерина Александрова
- Редактор: Валерия Погожева
- Консультант: А. Власов
- Композитор: Валерий Петров
- Звукооператор: Борис Голев
- Ассистенты режиссёра: Н. Куприянова, Б. Тоценко
- Ассистенты оператора: Александр Мачильский, Д. Шадчинев
- Оркестр Государственного Комитета кинематографии Совета Министров СССР
  - Дирижёр: Арнольд Ройтман
- Директор картины: Анатолий Кравецкий